# Mega Duck
la Mega Duck WG-108 (también llamada Cougar Boy ) es una consola de juegos portátil desarrollada y fabricada por Welback Holdings, con sede en Hong Kong, a través de su subsidiaria Timlex International, y lanzada en 1993.Se vendió bajo varios nombres en todo el mundo, incluidas Creatronic y Videojet, la carcasa de la consola  se vendía con plásticos blanco o negro. Se vendió por unos 129 florines en los Países Bajos y por un precio similar en Francia y Alemania.   
En  América del sur (principalmente en Brasil), la versión Creatronic, y fabricada en China fue distribuida por Cougar USA, también conocida como "Cougar Electronic Organization", y vendida como "Cougar Boy". Cougar USA no lanzó Cougar Boy en estados unidos .
Los cartuchos poseen similitud a los de Watara Supervision, pero ligeramente son más estrechos y con menos contactos (36 pines, mientras que los cartuchos Supervision tienen 40). Conceptualmente, la electrónica del Supervision y del Mega Duck también son similares. La posición de los botones de  volumen, contraste, botones y conectores es prácticamente idéntica. Sin embargo, la pantalla LCD de la watara Supervision es más grande que la del Mega Duck.
El Cougar Boy se vendía la consola con un cartucho de  cuatro juegos en uno y un auricular estéreo.
Con un control externo (no incluido) dos jugadores podrían jugar multijugador.
Hartung lanzó una un modelo que era una Computadora portátil educativa para niños en Alemania bajo el nombre de Mega Duck Super Junior Computer, y en Brasil como Super QuiQue.[cita requerida] También se lanzó para ese modelo una impresora que se vendía aparte  llamada Mega Duck Printer

## Especificaciones técnicas
el Mega Duck presenta un diseño de múltiples placas, que separa la placa base, la pantalla LCD y el PCB de los botones en tres conjuntos diferentes. El compartimento de la batería se encuentra en la carcasa trasera, estando los contactos conectados mediante cables y soldados a la placa principal.

### características
- CPU: Sharp LR35902 (tipo Z80, integrado en el VLSI principal)
- Velocidad del reloj: 4.194304 megahercio
- RAM: 16 KB en dos chips de 8K ( Goldstar GM76C88LFW)
- El Mega duck abierto.

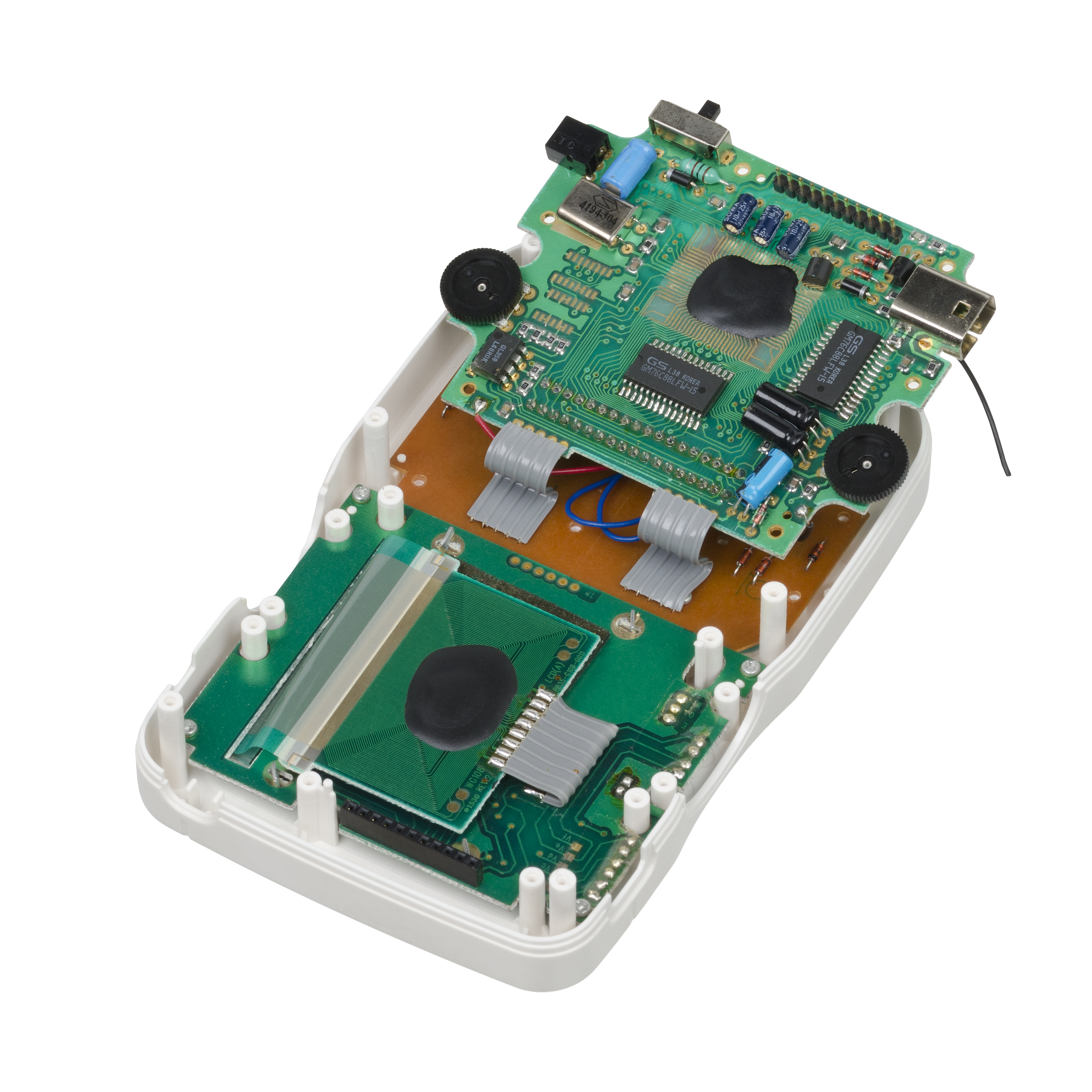
El Mega duck abierto.

- Lógica del sistema: chip VLSI de 80 pines
- LCD: matriz de puntos STN de 2,7" (48 (alto) × 51 (ancho) mm). resolución 160×144 a 59.732155 Hz
- Escalas de grises: 4 niveles de azul oscuro sobre un fondo verde
- Controles del reproductor: 4 teclas direccionales, A, B, teclas de selección e inicio
- Otros controles: Interruptor de encendido/apagado y reguladores de contraste y volumen.
- Sonido: Altavoz incorporado (8Ω 200 mW) y salida de auriculares estéreo
- Dimensiones: 155 x 97 x 32 ML
- Peso: 249 g (sin baterías)
- Alimentación: Cuatro pilas AA o adaptador de CA 6 V
- Consumo: 700 mW
- Duración de la reproducción: 15 horas con un juego de cuatro pilas AA
- Interfaz de expansión: Enlace serie para juegos de dos jugadores (6 pines) o joystick externo.
- Medio de juego: cartucho ROM de 36 pines, 63 (l) × 54 (w) mm y 7 mm de espesor, 17 gramo.

El controlador de vídeo de Mega Duck/Cougar Boy tiene una característica especial: la el modo de visualización utiliza dos " planos de visualización " que se utilizan para crear fondos de desplazamiento de paralaje, como si la imagen estuviera dibujada en dos planos de las cuales el plano superior está parcialmente transparente.  

## lista de juegos

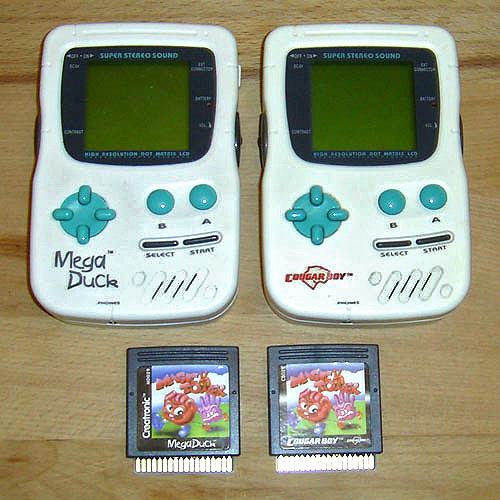
Mega Duck y Cougar Boy con juegos idénticos para ambos sistemas.

a continuación la  lista (incompleta) de los juegos lanzados para Mega Duck/Cougar Boy. Cada juego de Mega Duck/Cougar Boy tienen una etiqueta similar, ya que se comercializaron los mismos juegos para ambos sistemas, aunque no todos los juegos se lanzaron en Cougar Boy. el serial con números MDxxx se usan en los juegos Mega Duck y los seriales CBxxx para los juegos Cougar Boy. Un juego con el serial MD002 es exactamente el mismo juego que el CB002, incluso hasta el punto de que algunos juegos de "Cougar Boy" muestran el logo de Mega Duck al inicio. Algunos seriales no se utilizaron, se usaron los seriales del 001 hasta el  037, pero faltan 012 y 023, por ejemplo.
Con la excepción del pack-in game para Mega Duck (The Brick Wall), que fue desarrollado por el fabricante, todos los juegos fueron desarrollados por Thin Chen Enterprise bajo los seudónimos  "Sachen" y "Commin", y luego fueron porteados para Game Boy en cartuchos 4 en 1 y 8 en 1 sin licencia de Nintendo.
Aunque se conocen 24 cartuchos (sin contar las variantes para Cougar Boy o complementos para la computadora Super Junior), otro juego aparece en varios sitios web llamado Tip & Tap, sin embargo, no se sabe si se lanzó o se canceló.
     "El sombreado de fondo indica juegos que tienen una variante de Cougar Boy".
| número de serie | nombre              | desarrollador        | año  |
| --------------- | ------------------- | -------------------- | ---- |
| 001             | The Brick Wall      | Timlex International | 1993 |
| 002             | Street Rider        | Commin               | 1993 |
| 003             | Bomb Disposer       | Commin               | 1993 |
| 004             | Vex                 | Commin               | 1993 |
| 005             | Suleiman's Treasure | Commin               | 1993 |
| 006             | Arctic Zone         | Commin               | 1993 |
| 007             | Magic Maze          | Commin               | 1993 |
| 008             | Puppet Knight       | Commin               | 1993 |
| 009             | Trap and Turn       | Commin               | 1993 |
| 010             | Pile Wonder         | Commin               | 1993 |
| 011             | Captain Knick Knack | Sachen               | 1993 |
| 013             | Black Forest tale   | Commin               | 1993 |
| 014             | Armour Force        | Commin               | 1993 |
| 018             | Snake Roy           | Sachen               | 1993 |
| 019             | Railway             | Sachen               | 1993 |
| 021             | Beast Fighter       | Sachen               | 1993 |
| 026             | Ant Soldiers        | Sachen               | 1993 |
| 028             | 2nd Space           | Sachen               | 1993 |
| 029             | Magic Tower         | Sachen               | 1993 |
| 030             | Worm Visitor        | Sachen               | 1993 |
| 031             | Duck Adventures     | Commin               | 1993 |
| 035             | Four in One         | Sachen               | 1993 |
| 035a            | Virus Atack         | Sachen               | 1993 |
| 035b            | Electron World      | Sachen               | 1993 |
| 035c            | Trouble Zone        | Sachen               | 1993 |
| 035d            | Dice Block          | Sachen               | 1993 |
| 036             | Commin Five in one  | Commin               | 1993 |
| 036a            | Store Tris 1        | Commin               | 1993 |
| 036b            | Store Tris 2        | Commin               | 1993 |
| 036c            | Taiwan Mahjong      | Commin               | 1993 |
| 036d            | Japan Mahjong       | Commin               | 1993 |
| 036e            | Hong Kong Mahjung   | Commin               | 1993 |
| 037             | Zipball             | Sachen               | 1993 |